# 淮猪
淮猪是中国的地方猪品种之一。淮猪包括淮北猪、山猪、灶猪、定远猪、皖北猪和淮南猪等6个类群。
淮猪主要分布于淮河流域的江苏省和安徽省。
2000年，淮猪列入《国家级畜禽品种资源保护名录》。2006年，列入《国家级畜禽遗传资源保护名录》。